# Juan Cruz Sol
Juan Cruz Sol Oria (Elgoibar, Guipúzcoa, 13 de septiembre de 1947-Valencia, 10 de noviembre de 2020) fue un futbolista español que militó en su carrera profesional en el Valencia CF y en Real Madrid. 

## Biografía
Sus inicios fueron en el equipo de su localidad natal, Club Deportivo Elgoibar. A los quince años le conoció Carlos Iturraspe y se lo llevó al Valencia CF. Con la camiseta valencianista marcó catorce goles en los diez años en que jugó allí (1965-1975), y consiguió una Liga y una Copa del Generalísimo. 
En 1975 fichó por el Real Madrid, con el que consiguió tres ligas durante los cuatro años en que estuvo allí (1975-1979). Regresó a Valencia, donde jugó de nuevo en el Valencia CF (1979-1981), logrando una Recopa de Europa y una Supercopa de Europa. Allí se retiró en 1981, aunque se mantuvo ligado al club valencianista como encargado del área social del Consejo de Administración del Valencia CF (junio, 2013-noviembre, 2020).
El 10 de noviembre de 2020, falleció a los setenta y tres años en Valencia.

## Selección Española
Debutó en la selección española el 11 de febrero de 1970 contra Alemania Federal. Fue 28 veces jugador de la selección española.

## Ojeador de futbolistas
En el 2000 fue delegado del equipo ché. Tras su salida definitiva del club fue el representante de una marca de relojes.[cita requerida] En septiembre de 2006 se convirtió en el ojeador en España del equipo inglés del Chelsea.